# 陳映真
陳 映真（ちん えいしん、1937年11月8日 - 2016年11月22日）は、中華民国（台湾）の作家。原名は陳永善。筆名は許南村。代表作に『陳映真小説集』。

## 略歴
1937年10月6日、日本統治時代の台湾新竹州竹南郡竹南街に生まれた。
1944年、父親に連れられ台北州海山郡鶯歌街（現在の鶯歌区）に引っ越す。
1957年に成功高中卒業後、淡江英専英語系（現在の淡江大学）に入学し、1961年に卒業。卒業後は高中の英語教員となった。その後、印刷会社、外資系企業、ファイザー製薬会社などに務めたこともある。
1959年9月、処女作「麵攤」を発表。その後次々と同誌に「我の弟弟康雄」「家」「郷村教師」「苹果樹」「故郷」などを発表した。
マルクス主義など左派的思想の持ち主であるため、1968年に転覆反乱の嫌疑で起訴された。法院は陳映真に対し、無期懲役の判決を言い渡された。土城、屏東、火焼島などに拘禁された。1975年釈放され故郷にもどった。
1977年、陳麗娜と結婚。
1978年3月、「夜行貨車」を『台湾文藝』革新第5期に発表。
1983年に中華人民共和国の作家の王安憶の招待に応じて、アメリカアイオワ大学主催の国際作文計画に参加し、彼と知り合った。
1985年11月、彼は『人間雜誌』を創立する。
1988年、陳映真は「中国統一連合」を設立、中国統一連合の主席団担当初代主席となった。
1996年、中国社会科学院が陳映真に、「栄誉高級研究員」の称号を贈った。
2006年、陳映真は中国人民大学に「客座教授」の称号を授与された。これを機に北京に転居した。同年末に中風し、北京の病院に入院した。
2010年8月19日の中国作家協会第七回主席団第10回代表大会で、中国作協第七回全国委員会名誉副主席に選出された。中国作家協会は、中国共産党が直接指導する唯一の全国的な文学者の団体であり、これをもって名実ともに人民中国の作家として認知されたことになる。
2016年11月22日、中風のため北京市朝陽区の朝陽医院にて病死。享年79歳。

## 著書
- 『陳映真小説集』全15巻。丸川哲史 訳。
- 『戒厳令下の文学――台湾作家・陳映真文集』（間ふさこ・丸川哲史訳）せりか書房

## 受賞
1979年、第十回呉濁流文学賞 
1979年、時報文学推荐賞
2003年、第二回花踪世界華文文学賞